# Постоянная тонкой структуры (графен)
Постоянная тонкой структуры (графен) — новое квантово-механическое явление в графене, заключающееся в том, что оптическая прозрачность одноатомного 2М-слоя графена зависит только от безразмерных величин: постоянной тонкой структуры и числа «пи».

## История
В конце 2007 года группа экспериментаторов во главе с Кузьменко  определила, что универсальная динамическая проводимость графена в определённом оптическом диапазоне имеет постоянное значение, которое зависит только от фундаментальных постоянных. Зная про эти результаты еще до публикации материалов, ученик Гэйма Нэйр  осуществил экспериментальную проверку прозрачности графена в оптическом диапазоне, которая оказалась зависящей только от фундаментальных постоянных. В случае одинарного слоя графена, ослабление луча составляло около 2,3 %, то есть в точности совпало с предсказанием теории. Таким образом, впервые человек смог непосредственно, если не пощупать, то хотя бы увидеть практически невооруженным взглядом постоянную тонкой структуры, которая имеет огромное значение в квантовой электродинамике и теории элементарных частиц.

## Физическая сущность явления

### Универсальная динамическая проводимость графена
В общем случае действительная часть динамической проводимости в графене определяется следующим образом:
{\displaystyle G_{R}={\frac {\pi e^{2}}{\omega }}v(\omega )^{2}D(\omega )[f(-{\frac {\hbar \omega }{2}})-f({\frac {\hbar \omega }{2}})],\ }
где {\displaystyle v(\omega )} — скорость матричных элементов между начальной энергией фотона {\displaystyle -{\frac {\hbar \omega }{2}}\ } и конечной {\displaystyle {\frac {\hbar \omega }{2}}\ }, {\displaystyle D(\omega )} — плотность состояний в графене, {\displaystyle f(E)={\frac {1}{\exp(E/T)+1}}} — статистическое распределение Ферми — Дирака, {\displaystyle E} — энергия, {\displaystyle T} — температура и {\displaystyle \omega } — частота падающих фотонов.
Безусловно, это достаточно сложное выражение, которое плохо поддаётся теоретическому расчету в общем случае. Но для графена можно сделать следующие упрощения:
{\displaystyle D(\omega )\approx {\frac {\hbar \omega }{t^{2}a^{2}}},\ }
где {\displaystyle t} — энергия перескоков (около 3 эВ) и {\displaystyle a} — межатомное расстояние (около 1,42 ангстрем).
{\displaystyle v(\omega )\approx v_{F}\approx {\frac {ta}{\hbar }},\ }
где {\displaystyle v_{F}} — скорость Ферми в графене.
Для произведения «прыжкового импульса» на межатомное расстояние можно взять оценку из соотношения неопределённостей:
{\displaystyle ta\approx 0,5h.\ }
Таким образом, предельное масштабное значение для универсальной динамической проводимости будет определяться только через фундаментальные постоянные:
{\displaystyle G_{0}={\frac {e^{2}}{4\hbar }}.\ }
Данное значение и было подтверждено в опытах Кузьменко в диапазоне энергий падающих фотонов от 0,1 до 0,2 эВ.

### Оптическая проницаемость графена
Ещё в работе Кузьменко отмечалось, что коэффициент пропускания оптического излучения одноатомным слоем графена может быть представлен в виде:
{\displaystyle T_{opt}={\frac {1}{(1+{\frac {2\pi G_{0}}{c}})^{2}}}={\frac {1}{(1+0,5\pi \alpha )^{2}}}\approx 0,977,}
где {\displaystyle c-\ } скорость света. Таким образом, коэффициент пропускания полностью определяется безразмерными фундаментальными величинами.
В общем случае наличия нескольких слоёв графена (бинарный и выше), мы будем иметь коэффициент поглощения:
{\displaystyle 1-T_{n}\approx n\pi \alpha ,\ }
где {\displaystyle n=1,2,3,...} — число одноатомных слоёв графена в образце.
Для наглядности Нэйр использовал в своих образцах плавный переход от одноатомного к бинарному слоям графена и с точностью до нескольких процентов подтвердил указанную теорию.

## Заключение
В ближайшее время вряд ли удастся существенно повысить точность измерений прозрачности графена, также как и «кванта проводимости» и «скорости Ферми». Поэтому добиться такой точности измерения постоянной тонкой структуры, как в квантовом эффекте Холла на кремнии и арсениде галлия, скорее всего, не удастся никогда. Но здесь важно другое: с помощью графена уже сегодня можно изучать фундаментальную природу элементарных частиц и т. п. без использования дорогостоящего оборудования, типичного для физики элементарных частиц,

## Популярные источники
- Graphene gazing gives glimpse of foundations of universe сайт Манчестерского университета Софтпедия Science Centric (недоступная ссылка)
- Постоянная тонкой структуры проявилась в графене Лента РУ